# Endocrossis kenrickalis
Endocrossis kenrickalis is een vlinder uit de familie van de grasmotten (Crambidae). De wetenschappelijke naam van deze soort is voor het eerst voorgesteld als Syllepta kenrickalis door Pierre Viette in een publicatie uit 1960.
De soort komt voor in Madagaskar.